# Volvent
 Volvent  es una población y comuna francesa, en la región de Ródano-Alpes, departamento de Drôme, en el distrito de Die y cantón de La Motte-Chalancon.

## Demografía
| 49 | 39 | 30 | 24 | 23 | 26 |
| Para los censos de 1962 a 1999 la población legal corresponde a la población sin duplicidades (Fuente: INSEE [Consultar]) |    |    |    |    |    |